# ميد سيتي ويست (لوس أنجلوس)
ميد سيتي ويست هي منطقة في الجزء الغربي من وسط لوس أنجلوس يخدمها مجلس حي وسط المدينة الغربي. يحتوي على أحياء بيفرلي-فيرفاكس وبيفرلي جروف وبورتون واي وقرطاي سيركل وميلروز وميراكل مايل وبارك لا بريا.

## جغرافية

### حدود
تشمل المنطقة:
- من الجنوب شارع سانتا مونيكا، بيفرلي بوليفارد، شارع ويلوبي، شارع رومين، ويلشاير بوليفارد .
- من الغرب شارع لا بريا.
- شمال شارع سان فيسينتي، الجادة الأولمبية، حدود حي بيكو روبرتسون ( الجادة الأولمبية وشارع سان فيسنتي)، طريق بورتون، وكليفتون واي.
- من الشرق دوهيني درايف، طريق نورث كينجز، شارع نورث سويتزر، شارع لا سينيجا، شوماخر درايف، شارع روبرتسون، شارع سان فيسنتي، وشارع نورث جاردنر.

تقع المنطقة على حدود مدينة ويست هوليود من الشمال. ومدينة بيفرلي هيلز ومنطقة مجلس حي جنوب روبرتسون من الغرب؛ ومنطقة مجلس حي بيكو في الغرب (التي تحتوي على جنوب قرطاي وميدان قرطاي وشابس وريدوندو سيكامور وميلروز وساحة سيتروس ولا بريا هانكوك وساحة الجميز)
يقع معظم وسط المدينة الغربية في مخطط منطقة مجتمع ويلشاير، لكن الجزء الشمالي من شارع روزوود يقع في مخطط منطقة مجتمع هوليوود.

### الأحياء في وسط المدينة الغربية
تقع الأحياء التالية ضمن الحدود التي وضعها مجلس الحي الغربي في وسط المدينة: بيفرلي-فيرفاكس، وبيفرلي جروف، وبورتون واي، وقرطاي سيركل، وميلروز، وميراكل مايل، وبارك لا بريا.

## أنظر أيضا
- مجالس أحياء لوس أنجلوس